# Kofi Dzamesi
Kofi Dzamesi ist als Regionalminister der Volta Region und Mitglied der New Patriotic Party (NPP) ein führender Politiker Ghanas. Dzamesi löste im Jahr 2005 infolge einer Regierungsumbildung in der zweiten Amtszeit von Präsident John Agyekum Kufuor seinen Amtsvorgänger Kwasi Owusu-Yeboah ab.